# Myospila cyanea
Myospila cyanea este o specie de muște din genul Myospila, familia Muscidae. A fost descrisă pentru prima dată de Macquart în anul 1843. Conform Catalogue of Life specia Myospila cyanea nu are subspecii cunoscute.